# براين ويلسون
براين دوجلاس ويلسون (20 من يونيو 1942 - 11 يونيو 2025) هو موسيقار أمريكي. اشتُهر بقيادته وكاتبته أغاني فرقة البيتش بويز (بالإنجليزية: The Beach Boys). قدَّم ويلسون العديد من الأغنيات الرئيسة، وكان يعزف بشكل رئيس غيتار البيس، ولكنه انتقل تدريجيًا إلى عزف البيانو. وإلى جانب كونه المُلحن الرئيس في الفرقة المذكورة، فقد كان ويلسون أيضًا المنتج والمُوزّع الأساسي للفرقة. في عام 2008م، نشرت مجلة رولينغ ستون قائمةً بأسماء «أعظم 100 مُغني في التاريخ»، وجاء ويلسون في المرتبة الثانية والخمسين.

## وصلات خارجية
- براين ويلسون على موقع IMDb (الإنجليزية)
- براين ويلسون على موقع الموسوعة البريطانية (الإنجليزية)
- براين ويلسون على موقع روتن توميتوز (الإنجليزية)
- براين ويلسون على موقع ألو سيني (الفرنسية)
- براين ويلسون على موقع ميوزك برينز (الإنجليزية)
- براين ويلسون على موقع رولينغ ستون (الإنجليزية)
- براين ويلسون على موقع أول موفي (الإنجليزية)
- براين ويلسون على موقع قاعدة بيانات برودواي على الإنترنت (الإنجليزية)
- براين ويلسون على موقع إن إن دي بي (الإنجليزية)
- براين ويلسون على موقع أول ميوزيك (الإنجليزية)